# Farid Zablith Filho
Farid Zablith Filho (ur. 5 sierpnia 1942 w São Paulo) – dawny brazylijski pływak specjalizujący się głównie w stylu klasycznym, reprezentant Brazylii podczas dwóch Letnich Igrzysk Olimpijskich w Rzymie (1960) oraz Tokio (1964).

## Życiorys
Farid Zablith Filho urodził się 5 sierpnia 1942 roku w São Paulo w Brazylii. Swoją karierę sportową jako pływak rozpoczął w wieku 17 lat w 1959 roku podczas 3. Igrzysk Panamerykańskich w Chicago w Stanach Zjednoczonych, zajmując siódme miejsce w dyscyplinie na 200 metrów stylem klasycznym.
Rok później w 1960 roku Filho wystąpił na 17. Letnich Igrzyskach Olimpijskich w Rzymie we Włoszech, startując w dyscyplinach na 200 metrów stylem klasycznym oraz w sztafecie na 4 × 100 metrów stylem zmiennym, ale nie dostał się do finału.
Trzy lata później po występie na Letnich Igrzyskach Olimpijskich w Rzymie, Filho pojawił się na 4. Igrzyskach Panamerykańskich w swoim rodzinnym mieście São Paulo, zajmując czwarte miejsce w sztafecie 4 × 100 metrów stylem zmiennym oraz piąte na 100 metrów stylem klasycznym.
Rok później w październiku 1964 roku Filho wystąpił na 18. Letnich Igrzyskach Olimpijskich w Tokio w Japonii, startując w dyscyplinach na 200 metrów stylem klasycznym oraz w sztafecie na 4 × 100 metrów stylem zmiennym, ale nie dostał się do finału.